# Педагогическая деятельность
Педагогическая деятельность — это деятельность, которая обеспечивает отношения, возникающие между людьми при передаче духовно-практического опыта. Педагогическая деятельность состоит из двух видов: научной и практической.
Взрослое поколение граждан всегда стремится передать младшему поколению накопленный духовный и практический опыт человечества – культуру, чтобы общество могло сохраняться и развиваться. Поэтому человек, владеющий культурой, является одной из главных целей общества. Для достижения такой цели в обществе организуется специальная деятельность – педагогическая.
Но передать всю культуру посредством педагогической деятельности невозможно. Для этой деятельности отбирается необходимая и обязательная для овладения часть культуры, представляющая некоторую совокупность духовного и практического опыта в форме знаний и умений пользоваться ими, в форме высших нравственных качеств. Человек, владеющий этой частью культуры, и является целью педагогической деятельности. Результатом завершенной педагогической деятельности должен стать человек, овладевший данной частью культуры. 
Педагогическую деятельность может осуществить социально образованный человек, имеющий педагогическое (профессиональное) образование. Предметом педагогической деятельности является вся отобранная и предназначенная для передачи младшему поколению часть культуры, специальная обработка которой и позволяет достичь поставленной цели. 
Средства, при помощи которых осуществляется педагогическая деятельность, представляют собой, прежде всего, природные свойства и качества, принадлежащие человеку: органы чувств и опорно-двигательный аппарат; социальные качества (способность осознавать, понимать, пользоваться знанием и умением); а также вспомогательные средства: различного рода инструменты, в том числе книги, письменные принадлежности и т. п. 
Педагогическая деятельность осуществляется совокупностью действий, приводящих к результату, соответствующему цели. Эта совокупность представляет собой два вида педагогической деятельности: научная и практическая. 
Научная педагогическая деятельность – это вид педагогической деятельности, целью которой является получение новых знаний о педагогических отношениях взрослых и детей и формах их развития. Научная педагогическая деятельность состоит из двух видов: теоретической и экспериментальной.
Научная деятельность изучает всю совокупность отношений, возникающих в педагогической сфере, и вырабатывает рекомендации, нормы и формы научной организации практической деятельности. 
Практическая педагогическая деятельность – это вид  педагогической деятельности, целью которой является передача необходимой части культуры и опыта старшего поколения младшему. 
В практической педагогической деятельности происходит передача культуры (опыта) младшему поколению. 
Практическая педагогическая деятельность состоит из двух видов: учебной и воспитательной.